# Inhulo-Kamjanka
Inhulo-Kamjanka (ukrainisch Інгуло-Кам'янка; russisch Ингуло-Каменка Ingulo-Kamenka) ist ein Dorf in der ukrainischen Oblast Kirowohrad mit etwa 800 Einwohnern (2001).
Das in den 1830er Jahren gegründete Dorf liegt auf einer Höhe von 93 m an der Mündung der 43 km langen Kamjanka (ukrainisch Кам'янка), in den Inhul, 15 km südwestlich vom ehemaligen Rajonzentrum Nowhorodka und etwa 50 km südöstlich vom Oblastzentrum Kropywnyzkyj.
Am 12. Juni 2020 wurde das Dorf ein Teil der neugegründeten Siedlungsgemeinde Nowhorodka, bis dahin bildete es die gleichnamige Landratsgemeinde Inhulo-Kamjanka (Інгуло-Кам'янська сільська рада/Inhulo-Kamjanska silska rada) im Südwesten des Rajons Nowhorodka.
Am 17. Juli 2020 kam es im Zuge einer großen Rajonsreform zum Anschluss des Rajonsgebietes an den Rajon Kropywnyzkyj.

## Söhne und Töchter der Ortschaft
- Kateryna Hortschar (Катерина Георгіївна Горчар; * 5. August 1957), Dichterin und Mitglied des Nationalen Schriftstellerverbandes der Ukraine[5]
- Andrij Nimenko (Андрій Васильович Німенко; 1925–2006), ukrainisch-sowjetischer Bildhauer, Kunstkritiker, Schriftsteller und Dichter[2][6]